# Wilkowa (województwo świętokrzyskie)
Wilkowa – wieś w Polsce położona w województwie świętokrzyskim, w powiecie staszowskim, w gminie Łubnice.
W latach 1975–1998 miejscowość należała administracyjnie do województwa tarnobrzeskiego.

## Dawne części wsi – obiekty fizjograficzne
W latach 70. XX wieku przyporządkowano i opracowano spis lokalnych części integralnych dla Wilkowej zawarty w tabeli 1.

| Nazwa wsi – miasta     | Nazwy części wsi – miasta                                                      | Nazwy obiektów fizjograficznych – charakter obiektu |
| ---------------------- | ------------------------------------------------------------------------------ | --- |
| I. Gromada SICHÓW DUŻY |                                                                                | |
| 1. Wilkowa             | 1. Duże Górki 2. Głożyna 3. Małe Górki 4. Podpodlesie 5. Sapy 6. Szerokie Łąki | 1. Błonie — pole, pastwisko 2. Duże Górki — pole 3. Dzierżawy — pole 4. Głożyna — pole 5. Górskie Łąki — łąka 6. Krotyczki — łąka, pole 7. Małe Górki — pole, łąki 8. Pańskie — pole 9. Pasternik — pole 10. Podleskie — pole 11. Podpodlesie — pole, łąki 12. Sapy — pole 13. Spławki — pole, nieużytki 14. Szerokie Łąki — pole, łąka 15. Wąskie Łąki — pole 16. Zadworze — pole 17. Zasadzawki — pole 18. Zawale — łąka, pole 19. Zawodzie — pole |